# I Am an Illusion
I Am an Illusion från 1981 är ett musikalbum med den svenska sångerskan Agneta Baumann.

## Låtlista
1. I Am an Illusion (Deborah McDuffie) – 3:46
2. Unlucky in Love (Vivian Cherry) – 4:08
3. Our Love (Deborah McDuffie) – 4:08
4. The Queen of Hearts (Agnetha Fältskog/Ingela Forsman) – 3:40
5. You Stopped Loving Me (Luther Vandross) – 3:26
6. Just the Two of Us (Bill Withers/Ralph MacDonald/William Salters) – 3:19
7. Time Will Tell (John Pace/Lani Groves/Steve Love) – 4:08
8. Once Again (Isolda/Deborah McDuffie) – 4:25
9. Everything or Nothing (Vivian Cherry) – 4:14
10. Hooray for Love (Deborah McDuffie) – 3:07

## Medverkande
- Agneta Baumann – sång
- Björn Skifs – sång (spår 6)
- Alan Rubin, Dave Bargeron, David Taylor, Denny Cahn, George Young, Jerry Dodgion, Jon Faddis  – blåsinstrument
- Janne Schaffer, Lasse Wellander – gitarr
- Anders Eljas – keyboard
- Rutger Gunnarsson – elbas
- Roger Palm – trummor
- Jimmy Maelen – slagverk (spår 6, 7)
- Anders Dahl, Claes Nilsson, Gene Bianco, Gunnar Michols, Kjell Bjurling, Lars Arvinder, Lars Stegenberg, Olle Gustafsson, Ralf B Schweidenbach, Thomas Sundkvist, Tulio Galli – stråkar
- Damaris Carbaugh, Vivian Cherry, Kacey Cisyk, Angela Clemmons, Victor Faster, Hilda Harris, Curtis King, Yvonne Lewis, Deborah McDuffie, Darryl Tookes, Luther Vandross, Ken Williams – kör
- Carlos Franzetti – arrangemang